# Criterio di von Mises
Il criterio della massima distorsione (in campo tecnico chiamato comunemente criterio di von Mises, anche se la radice è incerta) è un criterio di resistenza relativo a materiali duttili (è quindi un criterio di snervamento), isotropi, con uguale resistenza a trazione e a compressione.
Nello spazio tridimensionale delle tensioni principali {\displaystyle (\sigma _{I},\sigma _{II},\sigma _{III})}, tale dominio corrisponde ad un cilindro a sezione circolare con asse posto nella trisettrice dell'ottante positivo. Questo cilindro circoscrive il prisma retto a base esagonale associato al criterio del massimo sforzo tangenziale.
Il criterio di von Mises assume che lo snervamento del materiale venga raggiunto quando l'energia di distorsione raggiunge un valore limite, dove la distorsione è la componente della deformazione che provoca una variazione nella forma, ma non nel volume, di un elemento di volume.
{\displaystyle \sigma _{id,VM}={\sqrt {\sigma _{x}^{2}-\sigma _{x}\sigma _{y}+\sigma _{y}^{2}+3\tau _{xy}^{2}}}}
In termini di tensioni principali:
{\displaystyle \sigma _{id,VM}={\frac {1}{\sqrt {2}}}{\sqrt {[(\sigma _{I}-\sigma _{II})^{2}+(\sigma _{II}-\sigma _{III})^{2}+(\sigma _{I}-\sigma _{III})^{2}]}}}
In termini semplificati, più le tensioni sulle tre dimensioni principali sono diverse tra loro, più la tensione equivalente di Von Mises è elevata.
Il criterio può essere attribuito originariamente a Maxwell (1856), che lo propose sulla base di considerazioni puramente matematico-formali.
In un contesto più propriamente meccanico, il criterio è stato successivamente proposto da Richard von Mises (1913) e, pressoché indipendentemente e in base a considerazioni diverse, anche da Huber (1904) ed Hencky (1924). A tali autori il criterio è oggi più comunemente riferito.

## Formalizzazione del criterio
Alcune definizioni:
- Parte deviatorica della deformazione e della tensione

{\displaystyle {\boldsymbol {\varepsilon }}^{dev}={\boldsymbol {\varepsilon }}-{\bar {\varepsilon }}\,{\boldsymbol {\delta }}\;\;,\;\;{\boldsymbol {\sigma }}^{dev}={\boldsymbol {\sigma }}-{\bar {\sigma }}\,{\boldsymbol {\delta }}\;\;,\;\;{\boldsymbol {\delta }}\;}: tensore identità

{\displaystyle {\bar {\varepsilon }}={\frac {1}{3}}{\mbox{tr}}\left({\boldsymbol {\varepsilon }}\right)={\frac {1}{3}}(\varepsilon _{11}+\varepsilon _{22}+\varepsilon _{33})\;\;,\;\;{\bar {\sigma }}={\frac {1}{3}}{\mbox{tr}}{\bigl (}{\boldsymbol {\sigma }}{\bigr )}={\frac {1}{3}}(\sigma _{11}+\sigma _{22}+\sigma _{33})}
La parte deviatorica della deformazione è associata ad una variazione di forma del corpo ma non di volume: corrisponde all'aliquota distorcente della deformazione.
- Relazioni costitutive di materiali elastico-lineari e isotropi in termini dei coefficienti {\displaystyle (\lambda ,\mu \!)} di Lamé

{\displaystyle {\boldsymbol {\sigma }}=\lambda \,{\mbox{tr}}\left({\boldsymbol {\varepsilon }}\right)\,{\boldsymbol {\delta }}+2\mu \,{\boldsymbol {\varepsilon }}}
{\displaystyle {\boldsymbol {\sigma }}^{dev}=2\mu \,{\boldsymbol {\varepsilon }}^{dev}\;\;,\;\;{\bar {\sigma }}=(3\lambda +2\mu )\,{\bar {\varepsilon }}}
- Densità di energia di deformazione per materiali elastico-lineari e isotropi

{\displaystyle \Phi ={\frac {1}{2}}\,{\boldsymbol {\sigma }}\cdot {\boldsymbol {\varepsilon }}={\frac {1}{2}}\,\left({\frac {{\boldsymbol {\sigma }}^{dev}\cdot {\boldsymbol {\sigma }}^{dev}}{2\mu }}+{\frac {{\bar {\sigma }}^{2}}{3\lambda +2\mu }}\right)}
- Aliquota distorcente della densità di energia di deformazione per materiali elastico-lineari e isotropi

{\displaystyle \Phi ^{dev}={\frac {1}{4\mu }}\,{\boldsymbol {\sigma }}^{dev}\cdot {\boldsymbol {\sigma }}^{dev}={\frac {1}{4\mu }}\,\left({\boldsymbol {\sigma }}\cdot {\boldsymbol {\sigma }}-3{\bar {\sigma }}^{2}\right)}
In termini delle generiche componenti {\displaystyle \sigma _{ij}} del tensore delle tensioni:
{\displaystyle \Phi ^{dev}={\frac {1}{4\mu }}\,\left({\frac {1}{3}}(\sigma _{11}-\sigma _{22})^{2}+{\frac {1}{3}}(\sigma _{11}-\sigma _{33})^{2}+{\frac {1}{3}}(\sigma _{22}-\sigma _{33})^{2}+2(\sigma _{12}^{2}+\sigma _{13}^{2}+\sigma _{23}^{2})\right)}
In termini delle tensioni principali:
{\displaystyle \Phi ^{dev}={\frac {1}{12\mu }}\,\left((\sigma _{I}-\sigma _{II})^{2}+(\sigma _{I}-\sigma _{III})^{2}+(\sigma _{II}-\sigma _{III})^{2}\right)}

## Ellisse di Von Mises
Secondo il criterio di von Mises, la superficie limite del dominio elastico è definita dalla condizione
{\displaystyle \Phi ^{dev}={\frac {1}{4\mu }}\,\left({\boldsymbol {\sigma }}\cdot {\boldsymbol {\sigma }}-3{\bar {\sigma }}^{2}\right)=k^{lim}}
che particolarizzata al caso limite di tensioni monoassiale ({\displaystyle \sigma _{y}} è la tensione di snervamento)
{\displaystyle \Phi ^{dev}={\frac {1}{6\mu }}\,\sigma _{y}^{2}=k^{lim}}
permette di tarare il parametro {\displaystyle k^{lim}} e di completare la costruzione del dominio elastico. Sulla base del criterio di von Mises, la condizione di snervamento può essere rappresentata mediante la
{\displaystyle f({\boldsymbol {\sigma }})={\frac {3}{2}}\,{\bigl (}{\boldsymbol {\sigma }}\cdot {\boldsymbol {\sigma }}-3{\bar {\sigma }}^{2}{\bigr )}-\sigma _{y}^{2}=0}
espressa in componenti generiche dalla
{\displaystyle f(\sigma _{ij})={\frac {1}{2}}(\sigma _{11}-\sigma _{22})^{2}+{\frac {1}{2}}(\sigma _{11}-\sigma _{33})^{2}+{\frac {1}{2}}(\sigma _{22}-\sigma _{33})^{2}+3(\sigma _{12}^{2}+\sigma _{13}^{2}+\sigma _{23}^{2})-\sigma _{y}^{2}=0}
ed in termini delle tensioni principali dalla
{\displaystyle f(\sigma _{I},\sigma _{II},\sigma _{III})={\frac {1}{2}}(\sigma _{I}-\sigma _{II})^{2}+{\frac {1}{2}}(\sigma _{I}-\sigma _{III})^{2}+{\frac {1}{2}}(\sigma _{II}-\sigma _{III})^{2}-\sigma _{y}^{2}=0}
Nello spazio tridimensionale delle tensioni principali {\displaystyle (\sigma _{I},\sigma _{II},\sigma _{III})}, tale dominio corrisponde ad un cilindro a sezione circolare con asse posto nella bisettrice dell'ottante positivo. Tale cilindro circoscrive il prisma retto a base esagonale associato al criterio di Tresca.
L'intersezione del dominio di von Mises con il piano {\displaystyle \sigma _{III}=0} descrive una curva di ellisse con centro nell'origine degli assi {\displaystyle (\sigma _{I},\sigma _{II})}
{\displaystyle f(\sigma _{I},\sigma _{II},\sigma _{III}=0)=\sigma _{I}^{2}+\sigma _{II}^{2}-\sigma _{I}\,\sigma _{II}-\sigma _{y}^{2}=0}
Tale ellisse circoscrive l'analoga rappresentazione del dominio elastico associato al criterio di Tresca (un poligono esagonale). Ne deriva che il criterio di Tresca risulta più restrittivo. Tuttavia gli scarti non sono eccessivi ed entrambi i criteri, e specialmente il criterio di von Mises, forniscono risultati che hanno un ottimo accordo con i risultati sperimentali. La maggiore semplicità di rappresentazione del dominio elastico fornito dal criterio di von Mises ne favorisce il suo maggiore uso nella pratica, soprattutto in contesti computazionali di analisi.
|  |  |  |  |

## Altre interpretazioni del criterio di von Mises
La interpretazione data del criterio di von Mises, come massimo dell'energia deviatorica, non è l'unica possibile: il criterio può avere interpretazioni diverse, ma equivalenti, nel senso che conducono alle stesse relazioni formali prima riportate. In particolare: la condizione di snervamento è raggiunta quando il secondo invariante {\displaystyle \ J_{2}} della parte deviatorica del  tensore delle tensioni
{\displaystyle J_{2}({\boldsymbol {\sigma }}^{dev})\equiv {\frac {1}{2}}\left(tr({\boldsymbol {\sigma }}^{dev}{\boldsymbol {\sigma }}^{dev})-(tr\,{\boldsymbol {\sigma }}^{dev})^{2}\right)={\frac {1}{2}}\left(tr({\boldsymbol {\sigma }}^{dev}{\boldsymbol {\sigma }}^{dev})\right)}
raggiunge un valore limite
{\displaystyle \ f(J_{2})=J_{2}-k^{2}=0}
Questa interpretazione è possibile in vista della relazione esistente tra {\displaystyle \ J_{2}} e la densità di energia di distorsione {\displaystyle \ \Phi ^{dev}}:
{\displaystyle \ \Phi ^{dev}={\frac {J_{2}}{2\mu }}}
In questa accezione, lo sviluppo della teoria incrementale della plasticità sulla base della condizione di snervamento fornita dal criterio di von Mises è spesso riferito come  {\displaystyle \ J_{2}}-plasticità o {\displaystyle \ J_{2}}- flow theory.
Il criterio di von Mises è anche noto come della massima tensione tangenziale ottaedrale, in quanto la relativa condizione di snervamento può essere interpretata come raggiungimento di un valore limite della tensione tangenziale ottaedrale {\displaystyle \ \tau _{oct}}, cioè la componente tangenziale della tensione sul piano ottaedrale,  piano equiorientato rispetto alle tre direzioni principali. Tale interpretazione è possibile in vista della relazione esistente tra questa grandezza  {\displaystyle \ \tau _{oct}} e l'invariante  {\displaystyle \ J_{2}}
{\displaystyle \tau _{oct}={\sqrt {{\frac {2}{3}}J_{2}}}}